# 薄叶肾蕨
薄叶肾蕨（学名：Nephrolepis delicatula）为肾蕨科肾蕨属下的一个种。

## 扩展阅读
- 維基物種上的相關：薄叶肾蕨